# Jonski ustanak
Jonski ustanak (499. – 493. pr. Kr.) podrazumijeva seriju vojnih pobuna u Joniji, Eoliji, Doriji, Kariji i Cipru protiv perzijske vlasti. Jedan od glavnih uzroka pobune bilo je nezadovoljstvo grčkih gradova u Maloj Aziji s vladajućim namjesnicima koje su postavili Perzijanci, što se posebno odnosi na miletske vladare Histieja i Aristagoru. Gradovi Jonije pali su pod perzijsku vlast još 540. pr. Kr. kada ih je pokorio Kir Veliki, nakon čega su polisima vladali domaći tiranini koje je imenovao perzijski satrap iz Sarda. Godine 499. pr. Kr. miletski tiranin Aristagora je u pokušaju da učvrsti svoju vladarsku poziciju zajedno s perzijskim satrapom Artafernom krenuo u pohod protiv dobro utvrđenog Naksosa, no ekspedicija završava debaklom. Osjećajući kako će izgubiti vladarsko mjesto, Aristagora podiže cijelu Joniju na ustanak protiv perzijskog kralja Darija Velikog.
Godine 498. pr. Kr. Jonjani su uz pomoć Atene i Eretrije krenuli u pohod na lidijski grad Sard, te ga osvojili i razorili. Ipak, na povratku prema Joniji sustigla ih je perzijska vojska i teško porazila u bitci kod grada Efeza. Ovaj pohod predstavljao je jedinu jonsku ofenzivu tokom ustanka, koji se narednih godina zasnivao na defenzivi protiv perzijske vojske. Perzijanci su odgovorili 497. pr. Kr. s tri paralelna napada na vanjska područja pobune koja ponovno zauzimaju, no pobuna se proširuje i na Kariju što otežava perzijske planove. Unatoč početnim uspjesima u gušenju pobune u Kariji, perzijski general Dauris u bitci kod Pedasa upada u zasjedu i biva poražen, nakon čega je pobuna tokom 496. do 495. pr. Kr. bila u pat poziciji.
Godine 494. pr. Kr. perzijska vojska i mornarica se pregrupiraju, i kreću u odlučno suzbijanje pobune u Miletu. Jonska mornarica pokušava im se suprotstaviti no u bitci kod Lade bivaju katastrofalno poraženi nakon što je Samos prešao na perzijsku stranu. Milet je tada opkoljen i zauzet, a njegovo stanovništvo zarobljeno. Ovaj dvostruki jonski poraz označio je kraj pobune, nakon čega su se predali i susjedni Karijci. Perzijanci su 493. pr. Kr. čistili ostatke pobune u grčkim gradovima uz egejsku obalu, a zatim su Jonjanima nametnuli mir koji se smatrao pravednim i poštenim.
Jonski ustanak predstavlja prvi veći sukob između Grka i Perzijskog Carstva, te općenito početak grčko-perzijskih ratova. Iako je Mala Azija vraćena pod perzijsku kontrolu, Darije Veliki odlučio je kazniti Atenu i Eretriju zbog njihove potpore jonskom ustanku, i time oslabiti svoje neprijatelje koji su ugrožavali stabilnost njegovog zapadnog dijela carstva. Godine 492. pr. Kr. Perzija pokreće prvu ekspediciju protiv kopnene Grčke koja se smatra izravnom posljedicom jonskog ustanka.

## Povijesni izvori
Praktički jedini izvor o Jonskom ustanku je grčki povjesničar Herodot kojeg se često naziva „ocem povijesti“. Herodot je rođen 484. pr. Kr. u Halikarnasu, glavnom gradu tadašnje perzijske satrapije Karije. Između 440. i 430. pr. Kr. napisao je djelo „Povijesti“ (grč. Historia, eng. The Histories) koje prati korijene grčko-perzijskog sukoba, koji su završili 449. pr. Kr. Herodotovo djelo predstavlja svojevrsni roman i ima sasvim novi pristup, no u zapadnom svijetu prihvaćen je kao tvorac povijesti kakvu danas poznajemo.
Mnogi kasniji antički povjesničari unatoč tome što su slijedili njegov način rada ismijavali su Herodota, posebno Tukidid. Ipak, Tukidid je odlučio započeti svoj rad tamo gdje je Herdot stao (opsada Sesta), što je značilo kako je morao pomno proučiti Herodotov rad. Plutarh je navelike kritizirao Herodota u svome eseju „Na pakost Herodotu“ u kojem je tvrdio kako je Herodot barbarofil i kako nije dovoljno progrčki nastrojen, što se pripisuje Plutarhovoj pristranosti odnosno grčkom nacionalizmu. Negativan pogled na Herodota nastavio se i u doba europske renesanse, no njegova djela i dalje su bila vrlo popularna. Unatoč tome, od 19. stoljeća Herodotova reputacija dramatično se popravila budući kako su brojna arheološka nalazišta potvrdila mnoge njegove priče. Moderni pogled na Herodota jest kako je napravio izuzetan posao u svome djelu „Povijesti“, no njegovu kronologiju i numeriku gleda se sa skepticizmom. Ipak, postoje brojni povjesničari koji vjeruju kako je Herodot izmislio vlastite verzije događaja u brojnim svojim pričama.

## Pozadina sukoba
Tijekom mračnog doba nakon raspada mikenske kulture, znatan broj Grka naselio se u Maloj Aziji. Te doseljenike činili su Grci iz tri plemenske skupine: Eoljana, Jonjana i Dorana. Jonjani su se naselili uz obale Lidije i Karije, te su podigli dvanaest gradova koji su kasnije postali Jonijom. Ti gradovi bili su Milet (glavni grad), Priena i Myus u Kariji; Efez, Kolofon, Lebed, Teo, Klazomena, Fokeja i Eritrija u Lidiji; te otoci Samos i Hios. Iako su jonski gradovi bili međusobno nezavisni, dijelili su isto podrijetlo i kulturu, te su imali slične hramove i mjesta okupljanja; tzv. panionione. Zbog velikih sličnosti gradovi su osnovali „kulturni savez“ kojem nisu mogli pristupiti drugi gradovi, pa čak ni ostala jonska plemena. Gradovi u Joniji ostali su nezavisni sve dok ih nisu pokorili Lidijci iz zapadne Male Azije predvođeni slavnim lidijskim kraljem Krezom. Jonski polisi ostali su pod lidijskom kontrolom sve dok Lidijsko kraljevstvo nije palo pod vlast novostvorenog Ahemenidskog Perzijskog Carstva predvođenim perzijskim vladarom Kirom Velikim.
Za vrijeme borbi protiv Lidijaca, Kir Veliki poslao je poruku Jonjanima i zatražio od njih da se pobune protiv lidijske vladavine, što su oni odbili. Nakon što je Kir Veliki završio osvajanje Lidije, jonski gradovi ponudili su mu isti status koji je imao i svrgnuti lidijski kralj Krez, no Kir ih odbija jer mu prethodno nisu htjeli pomoći. Jonjani su se tada pripremali za obranu, a Kir je poslao medijskog generala Harpaga da osvoji Joniju. Perzijski vojskovođe Mazar i Harpag osvajaju cijelu Malu Aziju; Liciju, Ciliciju i Feniciju, uključujući grčke polise pomoću opsadnih tehnika koje su bile nepoznate Grcima. Harpag je prvo napao Fokeju, čiji su stanovnici odlučili napustiti grad i pobjeći na Siciliju, no mnogi su se kasnije vratili. Dio stanovnika grada Tea također je emigrirao prilikom Harpagovih napada, dok su ostali Jonjani odlučili ostati u svojim gradovima ali su ubrzo pokoreni.
Neposredno nakon pokoravanja Jonije, Perzijanci su shvatili kako je uprava nad Jonjanima vrlo komplicirana. Diljem Perzijskog Carstva Kir Veliki imao je saveznike koji su mu pomagali u upravljanju carstvom (npr. židovsko svećenstvo u Judeji), no takvih u Joniji nije bilo već je gradovima vlada svojevrsna aristokracija. Perzijanci su stoga u Joniji koristili metodu „podijeli pa vladaj“; sponzorirali su razne jonske tiranine koji su često međusobno ratovali. Vladari jonskih polisa imali su težak zadatak udovoljavanja perzijskim zahtjevima i željama svojih stanovnika.
Oko 40 godina nakon perzijskog osvajanja Jonije, u doba vladavine četvrtog ahemenidskog velikog kralja, trenutni miletski tiranin Aristigora našao se u nezgodnoj poziciji. Aristigorin stric Histiej je 513. pr. Kr. pomogao Dariju u njegovim europskim ekspedicijama, a kada mu je ponuđena nagrada zatražio je kontrolu nad dijelom pokorene Trakije. Iako je ta nagrada odobrena, Histiejove ambicije uznemirile su Darijeve savjetnike, pa je Histiej pozvan da služi na perzijskom kraljevskom dvoru u Suzi. Kada je Aristagora naslijedio Histieja na miletskom tronu, u gradu je došlo do općeg nezadovoljstva. Godine 500. pr. Kr. u Milet su pristigle aristokratske izbjeglice s otoka Naksosa, te su zatražile od Aristagore da preuzme kontrolu nad otokom. Našavši se u prilici da osvajanjem Naksosa ojača svoju vladarsku poziciju u Miletu, Aristagora se obraća lidijskom satrapu Artafernu i predlaže mu takvu vojnu ekspediciju. Uz Artafernovu vojnu pomoć Aristagora je mogao osvojiti otok i proširiti granice Darijevog carstva, a od osvojenog plijena mogao je isplatiti Artaferna za troškove podizanja vojske. Artafern je pristao na Aristagorin plan, te je zatražio od Darija Velikog dopuštenje za pokretanje takve ofenzive. Darije je odobrio operaciju, pa su miletski vladar Aristagora i lidijski satrap Artafern okupili 200 trirema za napad na Naksos iduće godine.

## Pohod protiv Naksosa (499. pr. Kr.)
U proljeće 499. pr. Kr. Artafern je pripremio trupe za pohod i imenovao svog rođaka Megabata njihovim zapovjednikom. Nakon toga poslao je flotu u Milet gdje su mu se pridružile jonske trupe, te su zaplovili prema Naksosu.
Lidijsko-jonski pohod se ubrzo pretvorio u debakl. Aristagora i Megabat su se tijekom plovidbe prema Naksosu posvađali, a Herodot tvrdi kako je Megabat poslao glasnike na Naksos i upozorio ih kako se sprema invazija. Postoji mogućnost kako je ovu priču kasnije raširio sam Aristagora, s ciljem da opravda vlastiti poraz. U svakom slučaju, sigurno je kako su stanovnici Naksosa bili dobro pripremljeni za nadolazeću opsadu. Aristagorine snage držale su grad pod opsadom četiri mjeseca, nakon čega su ostali bez novca, pa su se razočarani vratili na kopno.

## Početak Jonskog ustanka (499. pr. Kr.)
Aristagora se nakon poraza protiv Naksosa našao u teškoj situaciji; nije mogao isplatiti Artaferna za njegovu vojnu potporu, a neuspjehom se još više udaljio od perzijske kraljevske obitelji. Zbog toga je potpuno očekivao kako će ga njegov pretpostavljeni (satrap Artafern) smijeniti s pozicije vladara grada Mileta. U očajničkom pokušaju da spasi svoju poziciju, Aristagora odlučuje potaknuti miletske građane na pobunu protiv vladajućeg Perzijskog Carstva, čime je započeo Jonski ustanak.
U jesen 499. pr. Kr. Aristagora je održao vijeće sa svojim miletskim pristalicama na kojem je predložio pobunu, s čime se slažu svi osim Hekateja. Istovremeno, u grad Milet je stigla i Histiejova poruka koja je nalagala podizanje pobune protiv perzijske vlasti. Herodot tvrdi da je razlog tome Histiejova očajnička želja za povratkom u Joniju, jer je navodno očekivao kako će ga u slučaju ustanka Darije Veliki tamo i poslati. Aristagora je potom otvoreno proglasio pobunu protiv perzijske vlasti, te se zbog potpore građana pretvarao kako odstupa s pozcije miletskog tiranina, iako je i dalje držao sve političke konce u svojim rukama. Satrapska vojska koju je podigao Artafern i dalje je bila okupljena u karijskom Myusu, a uključivala je i trupe iz grčkih gradova Male Azije (Eoljani i Dorani), uključujući Mitilenu, Milas, Tameru i Kymi. Aristagora je poslao svoje glasnike koji su pokrenuli svrgavanje svih grčkih tiranina pa je vlast došla u ruke građana što je pak uzrokovalo suradnju tih gradova. Neki tiranini pogubljeni su u navedenim gradovima, dok su neki jednostavno prognani. Pretpostavlja se kako je Aristagora poticao cijelu vojsku na pobunu, te je zauzeo perzijsku flotu kojom je pristiglo Artafernovo pojačanje. Preuzimanje perzijske mornarice jedan je od glavnih uzroka početkog uspjeha ustanka, budući kako su Perzijanci morali izgraditi novu flotu.
Unatoč tome što je Aristagora uspio sve grčke polise uz obalu Male Azije podići na ustanak, znao je da će protiv Perzijskog Carstva trebati i saveznike iz europske Grčke. Tijekom zime 499. pr. Kr. prvo je zaplovio prema Sparti, koja je bila vodeća grčka država u pogledu ratovanja. Ipak, unatoč Aristagorinim molbama spartanski kralj Kleomen I. odbio je ratovati protiv Perzijanaca, nakon čega se Aristagora odlučio obratiti za pomoć Ateni.
Atena je u to doba nedavno postala demokracijom, svrgnuvši s vlasti tiranina Hipiju. U borbi da uspostave demokraciju, Atenjani su zatražili pomoć od Perzijskog Carstva ponudivši za uzvrat pokoravanje perzijskoj vlasti. Nekoliko godina kasnije, Hipija se uz spartansku pomoć pokušao vratiti na atenski tron, no plan završava neuspjehom. Nakon toga Hipija odlazi kod Artaferna u Sard, i traži od njega pomoć da povrati kontrolu nad Atenom. Atenjani su na to poslali diplomate koji su trebali razuvjeriti Artaferna da poduzme ikakvu akciju, no on je izričito zahtijevao povratak Hipije na atenski tron što su Atenjani odbili, te je time počelo neprijateljstvo između dvije sile. S obzirom kako je Atena u doba početka Jonskog ustanka bila u neprijateljskim odnosima s Perzijskim Carstvom i kako je Jonija nekad bila atenska kolonija, Atenjani su odlučili pružiti potporu Jonskom ustanku.
Aristagora je također bio uspješan u nagovaranju Eretrije da potpomogne ustanak, no razlozi njihovog pristanka do danas nisu razjašnjeni. Razlozi su najvjerojatnije bili trgovinske prirode, budući kako je Eretrija bila trgovački grad čijoj je trgovini prijetila perzijska dominacija Egejskim morem. Herodot tvrdi kako je Eretrija podržala Milet u pobuni zbog miletske potpore Eretriji u prijašnjom ratu protiv Halkide.

## Jonska ofenziva (498. pr. Kr.)
Tijekom zime Aristagora je nastavio poticati ustanak; Pajoncima (podrijetlom iz Trakije) koje je Darije Veliki naselio u Frigiji poručio je da se vrate u svoju domovinu. Herodot navodi kako je svrha ovog incidenta bilo provociranje perzijskog dvora.

### Sard
U proljeće 498. pr. Kr. atenska flota od dvadeset trirema zajedno s pet eretrijskih isplovila je prema Joniji, a tamošnjoj vojsci priključili su se pokraj grada Efeza. Budući kako je Aristagora odbio autoritativno voditi koaliciju, imenovao je generalima svog brata Haropina te Hermofanta iz Mileta.
Ovu grčku koaliciju stanovnici Efeza proveli su kroz planine do Sarda, glavnog grada Artafernove satrapije Lidije. Grci su uhvatili Perzijance na prepad, pa su uspjeli zauzeti donji grad. Ipak, Artafern je i dalje držao utvrdu u središtu grada u kojem je bila smještena i perzijska vojska. U gradu je potom izbio požar za kojeg Herodot tvrdi kako je planuo slučajno, te se brzo proširio cijelim gradom. Perzijanci iz utvrde okruženi plamenom stihijom izašli su na tržnicu grada gdje su se borili s Grcima, a demoralizirane grčke snage ubrzo su se počele povlačiti prema Efezu.
Prema Herodotu, nakon što je čuo za spaljivanje Sarda, Darije Veliki zakleo se na osvetu Atenjanima (nakon što je upitao savjetnike tko je odgovoran), te je navodno naredio dvoranima da ga tri puta svakog dana podsjete: „Vladaru, sjeti se Atenjana“.

### Bitka kod Efeza
Nakon što su čuli za napad na Sard, Herodot tvrdi kako su se perzijske trupe iz cijele Male Azije okupile i krenule u pomoć Artafernu. Kada su pristigli u grad Sard, bili su obavješteni da su se Grci nedavno povukli pa su slijedili njihov trag sve do Efeza gdje su se Grci pripremali na sukob. Povjesničar Tom Holland tvrdi kako se perzijska vojska sastojala uglavnom od konjice zbog čega su brzo slijedili spore i teško oklopljene grčke hoplite. Tipična perzijska konjica iz tog doba bila je uglavnom naoružana lukovima i strijelama, čija je taktika bila sinkronizirano ispaljivanje strijela na neprijatelja u dogovorenim periodima.
Demoralizirani i umorni Grci nisu imali šanse protiv Perzijanaca, koji su ih potpuno potukli nedaleko od Efeza. Većina Grka je poginula, uključujući i eretrijskog generala Eualkida. Preživjeli Jonjani pobjegli su u svoje polise, dok su Atenjani i Eretrijci otplovili svojim brodovima natrag u Grčku.

### Širenje ustanka
Nakon grčkog poraza kraj Efeza, Atenjani su prekinuli savez s Jonjanima jer su Perzijanci pokazali kako je Aristagora lak plijen za perzijsku vojsku. Jonjani su odlučili nastaviti ustanak, poglavito zato što Perzijanci nakon pobjede kod Efeza nisu dalje napredovali jer izgleda kako im je nedostajala oprema za opsadu jonskih polisa. Unatoč porazu, Jonjani su pokušali proširiti pobunu pa su poslali svoje ljude do Dardanela i Proponta gdje su zauzeli Bizantij i okolne gradove. Također, huškali su Karijce na ustanak protiv Perzijskog Carstva. Osim toga, istovremeno je izbila pobuna na Cipru bez ikakvih vanjskih poticaja.

## Perzijski protunapad (497. – 495. pr. Kr.)
Herodotove priče nakon bitke kod Efeza nisu jasne u kontekstu kronologije, no povjesničari općenito tvrde kako su se događaji u Sardu i Efezu odigrali 498. pr. Kr. Herodot dalje tvrdi kako je Cipar bio samostalan godinu dana, što znači kako se perzijska opsada Cipra odigrala 497. pr. Kr. Nadalje, dodaje:

„Dauris, Hijam i Otan, perzijski generali oženjeni kćerama Darija Velikog, progonili su one Jonjane koji su napali Sard i odveli ih u svoje brodove. Nakon ove pobjede međusobno su podijelili gradove i opustošili ih“

Ovo podrazumijeva kako su perzijski generali krenuli u protunapad odmah nakon bitke kod Efeza. Ipak, gradovi za koje Herodot tvrdi kako ih je opustošio Dauris bili su uz Dardanele, koji se prema samom Herodotu nisu uključili u pobunu prije sukoba pokraj Efeza. Prema tome, da se zaključiti kako su Dauris, Hijam i Otan pričekali godinu dana (do 497. pr. Kr.) prije nego što su krenuli u ofenzivu. Perzijski pohodi na Dardanele i u Kariji koje Herodot opisuje najvjerojatnije su se odigrali iste godine, pa ih većina povjesničara također smješta 497. pr. Kr.

### Cipar
Na Cipru su se pobunila sva kraljevstva osim Amata, a vođa ciparske pobune bio je Onesil, brat kralja Gorga od ciparske Salamine. Gorg nije želio pobunu pa ga je brat izolirao u gradu i proglasio se kraljem. Gorg je uspio pobjeći kod Perzijanaca, dok je istovremeno Onesil nagovarao ostale Ciprane (osim stanovnika Amata) na pobunu. Nakon toga krenuo je u opsadu Amata.
Sljedeće godine (497. pr. Kr.) Onesil je i dalje držao Amat pod opsadom, no primio je obavijest kako su Perzijanci predvođeni Artibijem krenuli u pohod na Cipar. Onesil je tada poslao glasnike u Joniju i zatražio pojačanja, no Perzijanci su uz pomoć feničke flote već pristigli na Cipar. Jonjani su se odlučili na pomorsku bitku, te su porazili Feničane. Istovremeno, u bitci na kopnu Ciprani su u početku bili uspješni te su ubili Artibija, no nakon što su dvije ciparske jedinice prebjegle Perzijancima Ciprani su opkoljeni i poraženi, a poginuo je i sam Onesil. Time je pobuna na Cipru bila okončana, a Jonjani su otplovili kući.

### Dardaneli i Mramorno more
Perzijske snage u Maloj Aziji su se 497. pr. Kr. pregrupirale, te su tri Darijeva zeta (Dauris, Hijam i Otan) podijelila snage na tri dijela i preuzeli zapovjedništvo nad njima. Herodot tvrdi kako su navedena tri generala podijelila pokorena područja na tri dijela, nakon čega su krenuli u pohod svaki na svoj cilj.
Dauris, koji je očito vodio najveći dio vojske, poveo je svoje trupe prema Dardanelima. Tamo se sustavno opsjedao grad po grad (Dardan, Abidos, Percote, Lampsacus i Paes), koji su prema Herodotu padali nakon samo jednog dana. Ipak, kada je čuo kako su se pobunili i Karijci, krenuo je prema jugu spriječiti širenje nove pobune. Prema svemu sudeći, ustanak u Kariji je započeo 497. pr. Kr.
Hijam je svoju vojsku poveo prema Propontu, gdje je zauzeo grad Cius. Nakon što je Dauris krenuo u Kariju, Hijam se zaputio nastaviti njegov posao oko Dardanela gdje je zauzeo mnoge eolijske gradove, kao i neke gradove u Troadi. Ipak, nedugo kasnije je umro pa su njegovu vojsku preuzeli Otan i Artafern, koji su krenuli u pohod na Joniju.

### Karija

#### Bitka kod Marsijasa
Neposredno nakon početka pobune u Kariji Dauris je poveo svoju vojsku da spriječi njeno širenje, a Karijci su se okupili pokraj „Bijelih stupova“ na rijeci Marsijas (moderna Çine, pritok Meandera). Piksodor, sin slavnog karijskog satrapa Mauzola, predložio je Karijcima da prijeđu Marsijas i da se bore pred rijekom koja je trebala spriječiti povlačenje odnosno natjerati ih da se bore što hrabrije. Ova ideja je odbijena, te su Karijci čekali da Perzijanci prijeđu rijeku. Bez obzira, Perzijanci su teško porazili Karijce; Herodot navodi kako su perzijske žrtve bile 2.000 ljudi, a karijske 10.000.

#### Bitka kod Labraunde
Preživjeli iz bitke kod Marsijasa povukli su se na Zeusov sveti lug kod Labraunde, gdje su raspravljali hoće li se predati Perzijancima ili će zajedno napustiti Aziju. Ipak, za vrijeme rasprave u pomoć im je pristigla miletska vojska, pa su Karijci odabrali treću opciju; nastavak borbi. Perzijanci su napali karijsko-miletsku vojsku kod Labraunde i porazili ih još jače nego kod Marsijasa. U toj bitci Milet je doživio goleme gubitke svojih trupa.

#### Bitka kod Pedasa
Nakon dvostruke pobjede protiv Karijaca, Dauris je počeo s operacijom uništavanja karijskih uporišta uz obalu. Karijci su odlučili nastaviti borbu, te su organizirali zasjedu na cesti pokraj Pedasa. Herodot navodi kako se zasjeda odigrala nedugo nakon bitke kod Labraunde, no moderniji izvori tvrde kako se ona ipak dogodila kasnije (496. pr. Kr.) što podrazumijeva kako su Karijci imali više vremena za pregrupiranje. Perzijanci su pristigli kod Pedasa tijekom noći gdje su upali u zasjedu i poraženi, a Dauris i ostali zapovjednici bili su ubijeni. Neuspjeh kod Pedasa privremeno je stvorio primirje u kopnenim operacijama pa su ostatak 496. kao i cijela 495. pr. Kr. protekle relativno mirno.

### Jonija
Treća perzijska vojska pod zapovjedništvom Otana i Artaferna napala je Joniju i Eoliju. Na vrhuncu perzijskog protunapada, osjetivši nemoć u sukobu s Perzijancima, Aristagora je odstupio s pozicije miletskog vladara te vođe ustanka. Napustio je i svoje saveznike u Miletu i krenuo put zapada u Skudru (Trakiju) koju je Darije Veliki obećao Histieju nakon vojnog pohoda 513. pr. Kr. Herodot, koji očito ima negativno mišljenje o Aristagori, navodi kako je jednostavno izgubio živce i otišao. Ipak, moderni povjesničari tvrde kako je Aristagora otišao u Trakiju kako bi pribavio veće prirodne resurse u svrhu potpore ustanku, dok drugi tvrde kako je zbog svađe u Miletu dobrovoljno otišao u izgnanstvo da ne pogorša postojeću situaciju.
U Trakiji, Aristagora je preuzeo kontrolu nad gradom Mircinom kojeg je osnovao Histiej, te je započeo pohod protiv lokalne populacije. Ipak, tijekom vojnih operacija 497. ili 496. pr. Kr. poginuo je u borbi protiv Tračana. Aristagora je bio jedan od rijetkih Jonjana koji su imali autoritet u vođenju ustanka, pa je njegovom smrću ugašen duh pobune.
Nedugo kasnije, Darije Veliki razješio je Histieja dužnosti u Suzi i poslao ga u Joniju, zato što je uvjerio perzijskog vladara kako će okončati ustanak. Međutim, Herodot tvrdi kako je Histiej od početka želio napustiti perzijski kraljevski dvor. Kada je došao u Sard kod Artaferna, on ga je javno optužio kako je poticao Aristagoru na pobunu. Iste noći Histiej je pobjegao na otok Hios, te se kasnije vratio u Milet. Ipak, građani Mileta nisu željeli prihvatiti Histieja za vladara, zbog čega je otišao u grad Mitilenu na otoku Lezbos i uvjerio tamošnje stanovnike da mu predaju osam trirema. Tada je otplovio sa svojim pristašama u Bizantij na gdje je otimao sve brodove koji su pokušali proći kroz Bospor.

## Kraj ustanka

### Bitka kod Lade
Nakon šest godina pobune, 494. pr. Kr. perzijska vojska se pregrupirala. Dostupne kopnene trupe skupljene su u jednu vojsku, kojoj se pridružila mornarica sastavljena od brodova iz ponovno pokorenog Cipra, Egipta, Cilicije i Fenicije. Perzijanci su tada krenuli direktno u napad na Milet i nisu previše marili za ostale pobunjene polise, budući kako su grad Milet smatrali epicentrom pobune. Medijski general Datis koji se smatrao stručnjakom za odnose za Grcima, pozvan je na odgovornost u Joniji prema naredbi Darija Velikog. Postoju mogućnost kako je Datis bio vrhovni zapovjednik perzijskih trupa tijekom jonskog ustanka.
Čuvši kako im se približava perzijska vojska, Jonjani su se okupili u panioniumu gdje su odlučili kako se neće niti pokušati obračunati s perzijskom kopnenom vojskom, što je značilo kako su stanovnike Mileta ostavili da sami brane svoje gradske zidine. Umjesto kopnenog obračuna, odlučili su okupiti sve brodove na raspolaganju i „braniti Milet s mora“, pokraj otoka Lade. Jonjanima su se priključili Eoljani s otoka Lezbosa, pa su pobunjeničke snage ukupno imale 353 trirema.
Prema Herodotu, perzijski zapovjednici bili su zabrinuti hoće li uspjeti poraziti jonsku flotu, o čemu je ovisila i naknadna opsada Mileta. Dalje, on tvrdi kako su poslali prognane jonske tiranine na otok Ladu gdje su trebali uvjeriti njihove bivše podređene da prijeđu na perzijsku stranu. Unatoč početnim neuspjesima, tjedan dana uoči bitke perzijska delegacija uspjela se provući do jonske baze. Navodno su trupe sa Samosa tajno dogovorili sporazum s Perzijancima, no zbog opreza ostali su dijelom jonske koalicije.
Nedugo poslije, perzijska mornarica krenula je u napad na jonsku flotu koja im je krenula u sustret. Kada su se suprotstavljene flote približile jedna drugoj, brodovi sa Samosa zbog dogovora s Perzijancima napustili su bojište i napravili rupu u jonskim redovima. Uvidjevši njihovo povlačenje, mornarica s Lezbosa također se povukla što je stvorilo još veći razdor u jonskoj formaciji. Snage s Hiosa odlučile su ostati zajedno s mornaricama ostalih jonskih polisa, no tijekom pomorske bitke sve više jonskih snaga počelo se povlačiti u svoje gradove, što je konačno rezultiralo katastrofalnim porazom jonskih snaga.

### Pad grada Mileta
Nakon poraza jonske flote u bitci kod Lade, ustanak je bio praktički završen. Milet se našao pod perzijskom opsadom, gdje su Perzijanci koristili sve raspoložive opsadne sprave te ga konačno osvojili. Prema Herodotu, grad je doživio velike gubitke, o čemu svjedoče i arheološki nalazi. Ipak, neki stanovnici Mileta ostali su u gradu, iako on više nikada nije povratio svoju prijašnju slavu.
Milet je kažnjen od strane Perzijanaca na način da su prisvojili teritorij uz obalu grada, dok su ostatke miletovih posjeda predali u ruke Karijcima i Pedasu. Zarobljeni miletski plemići odvedeni su pred Darija Velikog u Suzu, a on ih je naselio uz obalu Perzijskog zaljeva, pokraj ušća rijeke Tigris.
Mnogi stanovnici Samosa bili su preplašeni zbog postupaka njihovih generala u bitci kod Lade, te su odlučili emigrirati prije nego što se vrati tiranin Aeak. Prihvatili su poziv Sicilijanaca te su se naselili uz obalu tog otoka, zajedno s dijelom stanovnika grada Mileta. Sam Samos bio je pošteđen zbog njihovog prelaska na perzijsku stranu u bitci kod Lade. Većina Karije predala se u ruke Perzijancima, iako su neki džepovi otpora zauzeti silom.

### Histiejov pohod (493. pr. Kr.)

#### Hios
Kada je Histiej čuo za pad grada Mileta, čini se kako je sam sebe proglasio vođom otpora protiv perzijske vladavine. Sa svojom flotom krenuo je iz Bizantija prema otoku Lezbos, a potom prema Hiosu. Kada su ga stanovnici navedenog otoka odbili primiti, Histiej je napao i uništio ostatke Hiosove flote. Paralizirani nakon dva pomorska poraza, stanovnici Hiosa prihvatili su Histiejovo vodstvo.

#### Bitka kod Malene
Histiej je nakon ekspedicije na Hiosu okupio velik broj trupa sastavljenih od Jonjana i Eoljana, te je krenuo u opsadu grada Tea. Međutim, primio je vijest kako je perzijska flota isplovila iz Mileta da napadne ostatak Jonije, pa se brzo vratio na otok Lezbos. Da bi prehranio svoju vojsku Histiej je vodio ekspedicije traženja hrane, posebno uz kopno pokraj Atarnea u Myusa. Velika perzijska vojska je pod zapovjedništvom Harpaga sustigla Histiejove trupe prilikom traženja hrane kod Malene. Tu se odigrala velika bitka u kojoj se perzijska konjica pokazala superiornijom grčkim hoplitima, a Histiej se nakon poraza predao u ruke Perzijancima jer je očekivao kako će se moći ispričati Dariju Velikom. Ipak, Histiej je dospio u ruke satrapu Artafernu koji ga je dao pogubiti, a njegovu mumuficiranu glavu poslao je kralju Dariju Velikom. Unatoč izdaji Histieja, perzijski vladar Darije Veliki je naredio da ga se pokopa s počastima zbog njegovih prijašnjih doprinosa Perzijskom Carstvu.

### Završne operacije
Perzijska flota i kopnena vojska proveli su zimu u Miletu, prije nego što su se 493. pr. Kr. krenuli obračunati s posljednjim džepovima ustanka. Napali su i zauzeli otok Hios, a zatim Lezbos i Tenedos. Na tim otocima proveli su organizirano traženje i uklanjanje svakog preostalog otpora pobunjenika koji su se tamo skrivali. Nakon toga krenuli su na kopno, te zauzimali posljednje pobunjene polise. Prema Herodotu, Milet je pretrpio najveće gubitke tokom ustanka, no brzo se uporavio pa je svega 13 godina nakon ustanka bio u mogućnosti izgraditi veliku flotu potrebnu za opsežnu Kserksovu vojnu ekspediciju protiv Atene. Perzijska vojska tada je pokorila sva naselja na azijskoj obali Mramornog mora, te je prešla Dardanele gdje je također zauzela neka naselja. Budući kako se cijela Mala Azija vratila pod perzijsku kontrolu, ustanak je konačno bio ugušen.

## Posljedice
Nakon što je vođe ustanka sustigla neizbježna kazna, Perzijanci su bili raspoloženi za mirenje s Jonjanima. Budući kako su pobunjene regije ponovo postale dijelom Perzijskog Carstva, nije bilo smisla dodatno ih ekonomski slabljeti te time usmjeravati stanovnike na daljnje ustanke. Artafern se zato odlučio na pomirljivu politiku prema svojim podređenima. Primjerice, pozvao je sve jonske gradove da pošalju izaslanstva u Sard gdje im je poručio kako će se ubuduće svi sporovi rješavati javnom arbitražom, koja je trebala spriječiti dotadašnje učestale svađe ili pak međusobne sukobe između polisa. Osim toga, satrap Artafern dao je detaljno izmjeriti površinu posjeda svakog polisa prema čemu je proporcionalno odredio visinu poreza. Artafern se uvjerio kako većina Jonjana nisu simpatizirali tiranine, pa se odlučio na reorganizaciju njihove lokalne uprave. Sljedeće godine, Artaferna će na mjestu lidijskog satrapa zamijeniti Darijev zet Mardonije, koji će putovati Jonijom i ukinuti tiranije, odnosno zamijeniti ih demokracijama. Mir koji je uspostavio Artafern dugo se pamtio kao pravedan i pošten. Zbog promicanja vjerske tolerancije, Darije Veliki aktivno je poticao perzijsko plemstvo da sudjeluje u grčkim religijskim obredima, posebno u onima koje se bave Apolonom. Povijesni dokumenti iz ovog razdovblja spominju kako je počelo sklapanje brakova između perzijskog i grčkog plemstva, što je bio još jedan korak ka međusobnom suživotu i toleranciji. Ove pozitivne primjere suživota Darije je koristio i u svrhu vlastite političke propagande, pa je većina grčkih polisa prihvatila njegovu ponudu i stala na perzijsku stranu tokom sukoba s Atenom i Spartom.
Svršetak jonskog ustanka za Perzijance označio je početak priprema kažnjeničkih ekspedicija protiv Atene i Eretrije zbog njihove potpore ustanku. Pobuna u Joniji ozbiljno je prijetila političkoj stabilnosti Darijevog carstva, pa se perzijski vladar odlučio obračunati s kopnenom Grčkom odnosno ukloniti tu prijetnju. Prva perzijska kažnjenička ekspedicija pokrenuta je 492. pr. Kr. a predvodio ju je Mardonije, zet Darija Velikog. On ponovno osvaja europsku regiju Trakiju koja je nominalno bila dijelom Perzijskog carstva od 513. pr. Kr. Mardonije potom priključuje Makedoniju pod perzijsku upravu, iako je kraljevina Makedonija prethodno bila nezavisni saveznik Perzijanaca. Njegovi daljnji pohodi zaustavljeni su kod poluotoka Atosa gdje mu je većina mornarice stradala u velikoj oluji. Nakon toga vodio je bitku protiv tračkih plemena gdje pobjeđuje unatoč ranjavanju. Ipak, gubitak flote prisilio ga je da se vrati u Malu Aziju. Drugu Darijevu ekspediciju vodili su Datis i Artafern Mlađi (sin satrapa Artaferna Starijeg). Njihove desantne trupe preplovile su Egejsko more, pokorile otočje Ciklade (među njima i Naksos), te pristali na Eubeji gdje se nalazio jedan od glavna dva cilja, grad Eretrija. Nakon šest dana opsade Eretrija je bila poražena, a perzijske snage zaplovile su prema Atici. Pristali su u zaljevu pokraj Maratona, gdje je su protivničke snage mirovale pet dana, nakon čega je Artafern Mlađi odlučio povesti cijelu konjicu i dio pješaštva u direktni napad na Atenu. Kada su Atenjani vidjeli da su Perzijanci raspolovili snage, kako nema opasnosti od konjice za hoplite i kako je Atena u opasnosti, odlučili su u praskozorje šestog dana napasti ostatke perzijskih snaga. Unatoč brojčanoj inferiornosti, teško oklopljeni atenski hopliti uspjeli su poraziti perzijsku vojsku napadajući ih s bokova. Perzijanci su potom brodovima napustili bojište, vrativši se kući polovično obavljena posla. Datisov poraz protiv Atenjana nagnat će Darijevog nasljednika Kserksa da krene na Atenu s glavnom perzijskom vojskom, nakon čega je grad osvojen i razoren.

## Značaj
Jonski ustanak predstavlja otvaranje značajnog povijesnog poglavlja grčko-perzijskih ratova koji uključuju Darijeve i Kserksove ekspedicije, te slavne bitke poput onih kod Maratona, Termopila i Salamine. Za jonske polise ustanak predstavlja katastrofalni poraz u kojem su pretrpjeli velike materijalne i ekonomske gubitke. Ipak, grad Milet se relativno brzo oporavio, te je idućih 40 godina prosperirao pod perzijskom vlašću. Za Perzijance ustanak je predstavljao početak pedesetogodišnjeg sukoba s Grcima u kojem su pretrpjeli određene gubitke, odnosno stvorili političku nestabilnost u zapadnom dijelu carstva.
S vojnog gledišta, teško je izvući previše zaključaka iz Jonskog ustanka u kontekstu toga što su Grci i Perzijanci naučili jedni o drugima. Svakako je da su Atenjani i Grci općenito bili fascinirani snagom perzijske konjice, što je izazvalo oprez odnosno promjenu strategije prilikom idućih sukoba. Također, čini se kako su Perzijanci podcijenili potencijale grčkih hoplita (teško pješaštvo), što je rezultiralo porazom perzijske satrapske vojske u bitci kod Maratona. Ipak, treba naglasiti kako je perzijsko podcijenjivanje falange vjerojatno rezultat njihovih pobjeda protiv Grka kod Efeza, Marsijasa i Labraunde.

## Poveznice
- Jonija
- Perzijsko Carstvo
- Darije Veliki
- Grčko-perzijski ratovi

### Antička djela
- Herodot: „Povijesti“ (Ιστορίης Απόδειξη)
- Tukidid: „Povijest Peloponeskog rata“ (Ξυγκραφη)
- Diodor sa Sicilije: „Knjižnica“ (Ιστορικη Βιβλιοθήκη)
- Ciceron: „O zakonima“

### Moderna djela
- A. R. Burn: „Cambrigdeova povijest Irana: Perzija i Grci“ (The Cambridge History of Iran: Persia and the Greeks), 2. svezak, Ilya Gershevitch, New York: Cambridge University Press (1985.)
- D. Fehling: „Herodot i njegovi izvori: Citiranje, izmišljanje i umjetnost pričanja“ (Herodotus and His "Sources": Citation, Invention, and Narrative Art), preveo J. G. Howie, Francis Cairns (1989.)
- John V. A. Fine: „Antički Grci: Kritična povijest“ (The Ancient Greeks: A Critical History), Harvard University Press (1983.)
- Moses Finley: „Uvod: Tukidid - Povijest Peloponeskog rata“ ("Introduction". Thucydides – History of the Peloponnesian War), preveo Rex Warner, Penguin (1972.)
- Tom Holland: „Perzijska vatra: Prvo svjetsko carstvo i bitka za Zapad“ (Persian Fire: The First World Empire and the Battle for the West), Doubleday (2006.)
- J. F. Lazenby: „Obrana Grčke 490. – 479. pr. Kr.“ (The Defence of Greece 490–479 BC), Aris & Phillips Ltd. (1993.)

## Vanjske poveznice
- Antičko ratovanje: Jonski ustanak protiv Perzijskog Carstva (Ancient Warfare: Ionian Revolt against Persia)
- Enciklopedija Britannica: Jonski ustanak
- Jonski ustanak (eHistory, Logan Nielsen)  Arhivirana inačica izvorne stranice od 27. svibnja 2009. (Wayback Machine)
- Encarta enciklopedija: Jonski ustanak